# Штрайх, Даниэль
Даниэль Штрайх (род. Бюль, кантон Фрибур) — швейцарский военный инструктор, член общественного совета и бывший член Швейцарской народной партии. Штрайх покинул Швейцарскую народную партию из-за кампании по запрету строительства новых минаретов.

## Биография
Штрайх был основателем и президентом секции Грюйера в партии с 2003 по 2007 год. Он принял ислам в 2005 году будучи первоначально протестантом, а затем католиком. Он объяснил, что ислам предложил ему «логичные ответы на важные жизненные вопросы». Затем он подал в отставку с поста президента в июне 2007 года, сославшись на то, что он испытывает дискомфорт от определённых «экстремистских» позиций партии, особенно в связи с кампанией по запрету строительства новых минаретов по всей стране. Хотя Штрайх в 2007 году заявил, что у него «много друзей мусульман», он не обнародовал своё обращение в ислам до начала ноября 2009 года, когда он покинул Швейцарскую народную партию в знак протеста против их кампании за референдум 29 ноября 2009 года. Затем он участвовал в создании кантонального отделения Консервативно-демократической партии.
О ситуации со Штрайхом сообщила швейцарская ежедневная газета 20 Minuten 23 ноября, в течение недели, предшествующей референдуму, и эта история была подхвачена бульварной газетой Blick на следующий день.
История Штрайха впервые появилась на английском в Tikkun Daily 4 декабря 2009 года в рамках международного освещения итогов референдума. Украшенная версия этой истории появилась на сайте пакистанской газеты The Nation 30 января 2010 года. Она изображала Штрайха как крупного швейцарского политика, который активно участвовал в антимусульманской пропаганде, внезапно увидел ошибку своих «злых путей» и затем принял ислам. В репортаже была сказано, что Штрайх является «первым человеком, который начал движение за введение запрета на минаретов мечетей», утверждая, что «обращение Стрейха в ислам вызвало фурор в швейцарской политике, помимо того, что вызвало дрожь среди тех, кто поддержал запрет на строительство минаретов мечетей», а также «что он сейчас стыдится своих дел и желает построить самую красивую мечеть Европы в Швейцарии».